# K2-72c
K2-72c ist ein kleiner Exoplanet, welcher um den 227,7 Lichtjahre entfernten Roten Zwerg K2-72 kreist.
Der Exoplanet befindet sich in der habitablen Zone des Sternes. In dieser Zone kann Wasser auf dem Planeten vorkommen. K2-72c hat eine Umlaufbahn von 15,2 Tagen und eine Masse von 86 % der Erde.